# اکلاویا: نگهبان سلطنتی
اکلاویا: نگهبان سلطنتی (به هندی: Eklavya: The Royal Guard) فیلمی محصول سال ۲۰۰۷ و به کارگردانی ویدهو وینود چوپرا است. در این فیلم بازیگرانی همچون آمیتاب باچان، شارمیلا تاگور، سانجی دات، سیف علی خان، ویدیا بالان، رایما سن، جکی شروف، جیمی شرگیل، بومان ایرانی، پاریکشیت سهنی ایفای نقش کرده‌اند.